# Герои войны и денег
«Герои войны и денег» (ГВД) (англ. Heroes of War and Money) — браузерная игра, созданная фанатами компьютерной игры Heroes of Might and Magic 5. В игре активно используется HTML5-анимация.
Онлайн-игра «Герои войны и денег» увидела свет 1 марта 2007 года. Проект создан группой людей, увлеченных миром приключений и фэнтези.

## Игровая механика
«Герои войны и денег» - это фэнтезийная пошаговая стратегия с возможностью постепенного прокачки выбранного персонажа.
Правилами игры разрешается создание только трёх персонажей, два из которых считаются дополнительными и имеют урезанные права. При регистрации игроку предлагается выбрать фракцию героя, которая может быть изменена позже. Выбор фракции определяет доступность специфических навыков, а также состав армии героя (у каждой фракции состав армии абсолютно уникален), что сильно влияет на стратегию и тактику боя.
В боевом плане игроки могут воевать между собой (PvP-бои), воевать с компьютером (PvE-бои), а также участвовать в различных турнирах, ивентах и даже глобальных войнах. Кроме боевой составляющей, в игре можно устраиваться на работу для получения внутриигрового золота, совершать торговые операции, играть в карточную игру Аркомаг, выполнять квесты и перемещаться по игровому миру.
Кроме того, игроки активно общаются между собой как внутри боёв, в специальных чатах, на форуме игры, так и на многочисленных офлайн-встречах.
После победного боя армия и мана восстанавливаются моментально.
После поражения в бою автоматически запускается счётчик восстановления армии и маны героя, которое занимает 15 минут. Скорость восстановления здоровья и маны можно увеличить (до 55 %), приобретя дом либо заплатив за гостиничную комнату в доме другого игрока.

## Кланы
В игре предусмотрена возможность объединения игроков в кланы. Кланы делятся на боевые и технические. Технические кланы создаются для одной конкретной игровой цели или являются кланами по интересам. Задачами боевых кланов являются участие в военных действиях и соревнование в ивентах. Если технические кланы ограничиваются только одним видом деятельности, то боевые кланы являются универсальными. Во многих кланах участники платят налоги — перечисляют золото ответственному персонажу. В кланах могут быть определённые скидки для участников: на аренду артефактов и услуги кузнеца..
Существует единый список всех кланов игры. Некоторым из них посвящены интервью в HWM Daily, геройской новостной ленте (например, клану № 27 «Орда»).

## История
Корни игры уходят в популярную вселенную Heroes of Might and Magic 5. В начале 2007 года группа энтузиастов и поклонников фэнтези решила создать свой проект, который совмещал бы в себе красочные и увлекательные бои с многопользовательской игрой через интернет, без установки на компьютер дополнительных клиентов.
Официальный запуск игры состоялся 1 марта 2007 года, однако с того времени визуальная часть игры существенно изменилась — в боях появились тени, юниты обзавелись собственной анимацией. 16 ноября 2009 года в боях появился звук.
1 мая 2008 года, специально для игроков из-за рубежа, была запущена англоязычная версия игры.
На форуме игры существует специальная тема, в которой администраторы анонсируют нововведения и планы развития на ближайшее время. Из масштабных ожидаемых изменений можно выделить появление клановых войн и усложнение экономической части игры.
23 января 2013 произошло слияние русского и англоязычного серверов.

## Игровые события
В игре часто проходят чередующиеся PvE-события с разными вариациями правил. Время от времени проходят PvP-турниры.
Также в игре очень редко происходят глобальные события: нападение агрессоров, захват новых территорий и т. п.
Игроки, принимающие активное участие в событиях, могут претендовать на получение ценных вещей (амуниция с повышенными характеристиками) и/или другой награды, указанной в новости события. Ценность таких предметов бывает достаточно высокой.
Уникальность таких предметов заключается в их характеристиках и небольшом количестве. Иногда раритеты выставляются небольшим количеством на рынок администрацией (на аукционной основе) — это дает возможность приобрести их тем игрокам, которые не принимали участие в соответствующем игровом событии.

## Геройские новости
В игре существует своя газета под названием «HWM Daily геройская новостная лента».
В ней публикуются новости, статьи по игровой тематике, имеются полезные для игрока сервисы, гайды и блоги от игроков.

## Геройское радио
1 февраля 2010 года открылось радио игры, названное «геройским».

На волнах геройского радио можно услышать музыку любых жанров, заказать свою мелодию посредством форума, также передать приветы или поздравления.

В прямом эфире можно принять участие в обсуждении игровых проблем, поучаствовать в конкурсах и викторинах, прослушать интервью с известными игроками, задать им вопрос в прямом эфире, прослушать комментарии к идущему бою, турниру, узнать новые слухи, секреты и многое другое.
Радио создано игроками Мирий и Инфинити82 на инициативной основе.

## Проведение боев

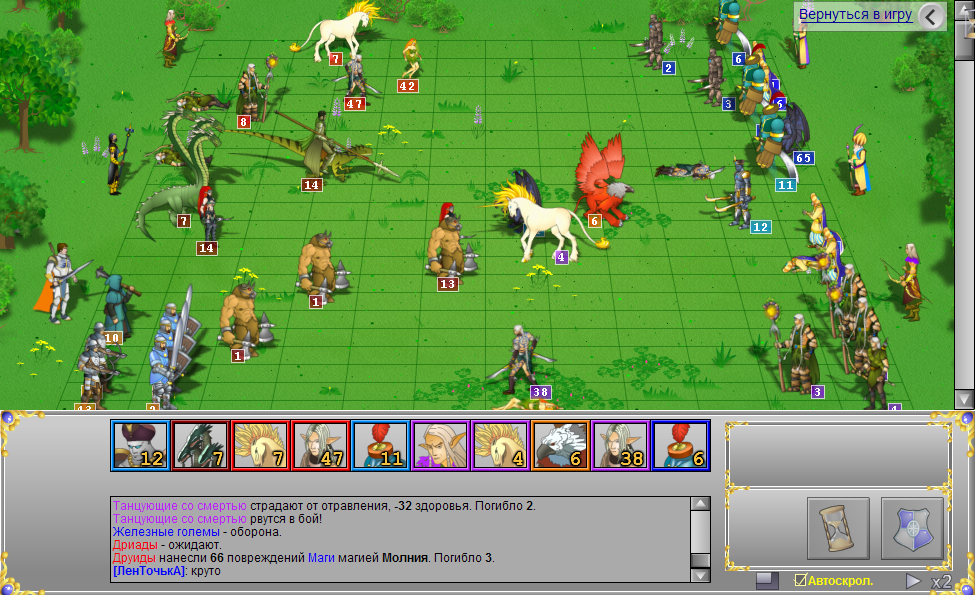
Боевая арена

Бои в игре имеют полностью графический вид и проходят в пошаговом режиме на небольшой карте, поделенной сеткой на клетки — как шахматы. Очерёдность ходов определяется по специальной шкале и зависит от инициативы отряда (во время боя очерёдность может быть изменена при помощи заклинаний или при срабатывании особых умений некоторых юнитов) — так называемая динамическая система боя. Цель боя — уничтожить все существа в армии противника. После боя обе стороны получают умение руководить выбранной фракцией и опыт, но больше умения и опыта получает, конечно, выигравшая сторона. Чем больше существ на поле боя будет убито игроком, тем больше умения и опыта будет получено.

Бои делятся на несколько групп:

### Дуэли
Бой один на один с соперником, которого игрок выбирает сам.

### Групповые бои
Бои, в которых могут участвовать до 8 человек. Распределение может быть:
- По желанию (можно вступить за любую из сторон);
- Равномерное (команды игроков составляются приблизительно равными);
- Случайное (распределение игроков по командам происходит случайным образом);
- Каждый сам за себя 4 или 6 человек;
- Автобой: уникальный тип боёв, где управление на себя берёт ИИ, обычно доступен в праздничные для игры дни. Стоит заметить, что это единственный, на данный момент, вид боёв, где принимают участие 8 игроков (бои проводятся в формате 4х4, распределение случайное);

Уровни игроков могут отличаться в зависимости от условий созданной заявки.

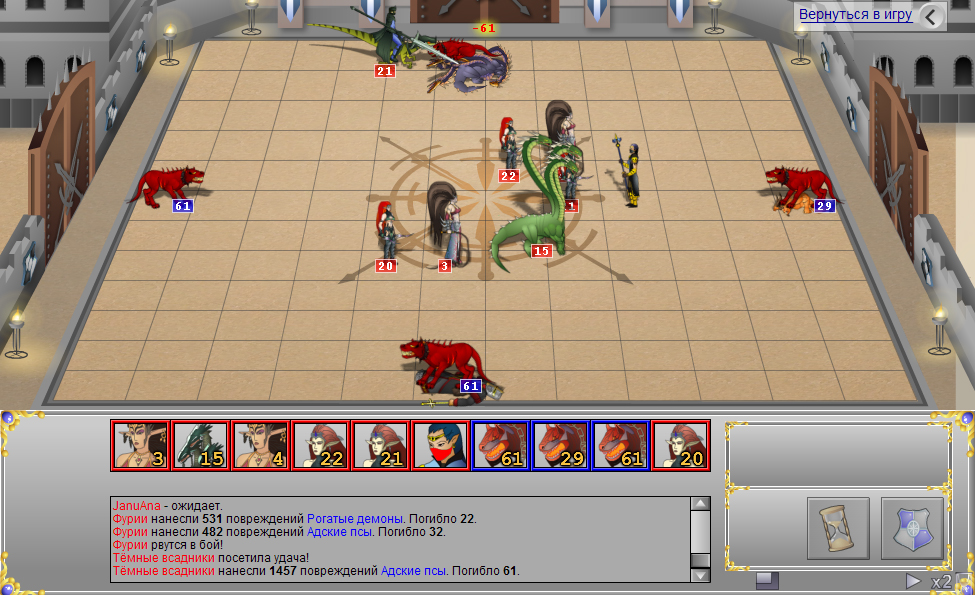
Арена турнира

### Турниры
Принять участие в турнире может любой персонаж, достигший 3-го уровня. Вступительный взнос оплачивается только один раз — участие в турнире осуществляется в удобное для игрока время, но только до тех пор, пока открыта арена. Официальные турниры проводятся при поддержке администрации, поэтому имеют ценные игровые призы. Турниры бывают разных видов: против других игроков; против других игроков, всеми армиями управляет ИИ; против копий игроков под управлением ИИ; на выживание против существ, управляемых ИИ.

### Бои гильдий
В игре действует ряд гильдий — как боевых, так и небоевых. Гильдии призваны помогать игрокам решать различные игровые задачи — зарабатывать золото, получать артефакты, усиливать параметры своего героя и так далее.
Боевые гильдии:
- гильдия охотников (рейтинговая защита земель от атак нейтральных существ);
- наемников (выполнение разнообразных заданий);
- воров (нападение на торговые караваны);
- рейнджеров (выявление воровских засад);
- тактиков (PvP-гильдия для любителей боев с реальными соперниками);
- стражей (защита земель игровой Империи от ее многочисленных врагов);
- искателей (кампании, сюжетные миссии на уникальных мини-картах);
- лидеров (бои доступными игроку отрядами последователей).

## Карточная игра «Две башни»

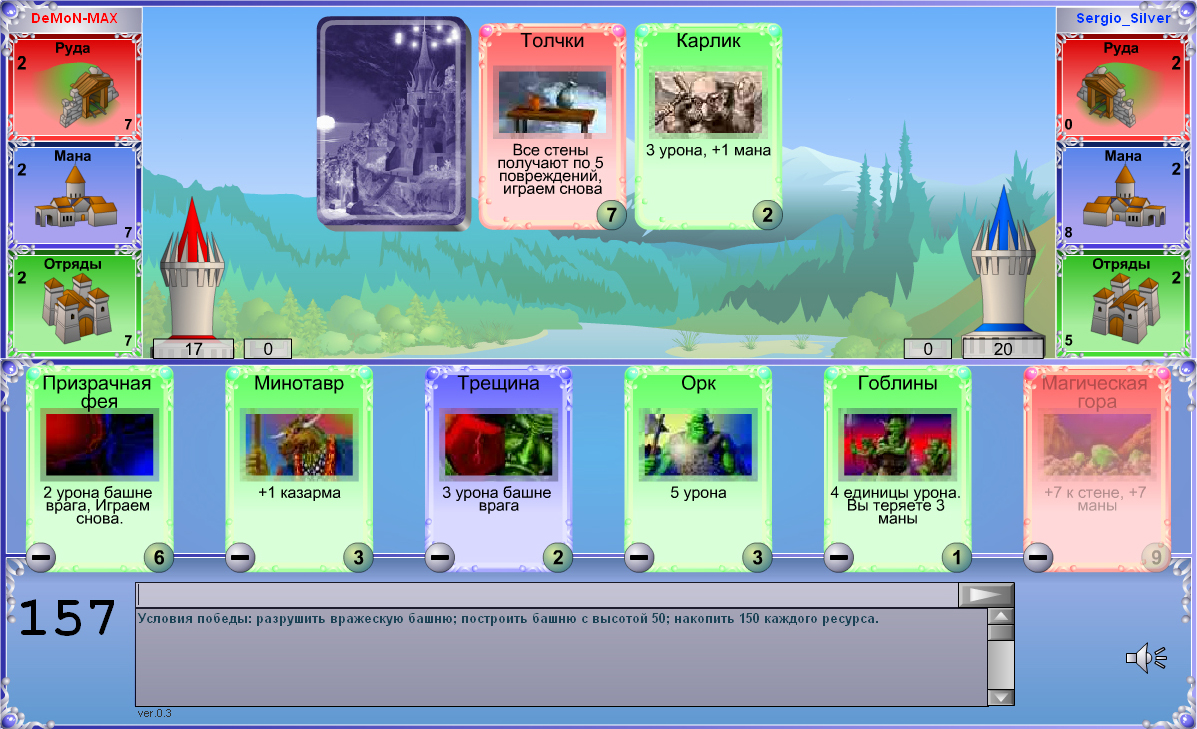
Карточная игра «Две башни» (старый скриншот, до обновления таверны)

В перерывах между битвами игроки могут развлечь себя карточной игрой — аналогом игры Аркомаг. Игра моделирует сражение между двумя замками (башнями). Игроки по очереди совершают ходы картами, в результате чего происходят те или иные события (строительство своего замка или сопутствующих построек, атака на сооружения противника и т. п.). В игре используются три вида ресурсов — руда, мана, отряды. Им соответствуют три вида карт (различаются по цвету — красные, синие, зеленые).
Для победы над соперником необходимо выполнить одно из трёх условий:
- уничтожить башню врага (довести её высоту до 0)
- отстроить свою башню до указанного в условиях значения
- накопить до определённого количества ресурсы

В игре существуют целые тематические кланы (сообщества игроков), которые регулярно проводят турниры среди своих участников
Также можно делать ставки при подаче заявки если есть 1-й уровень гильдии картёжников и 3-й боевой уровень.
С 12-го уровня гильдии доступны бесплатные напитки, восстанавливающие показатели здоровья армии и маны игрока.
Также в Героях Войны и Денег есть турниры на тему этой карточной игры.

## Премии и награды

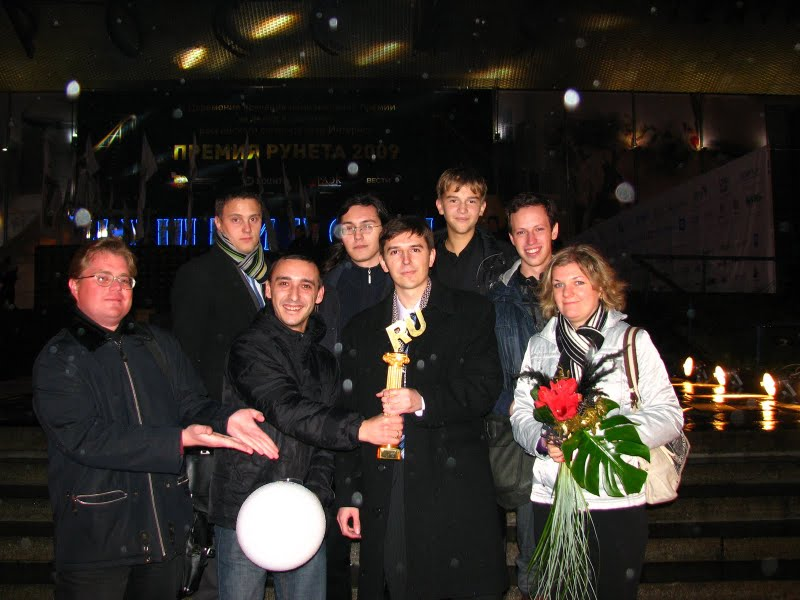
Главный смотритель игры со статуэткой

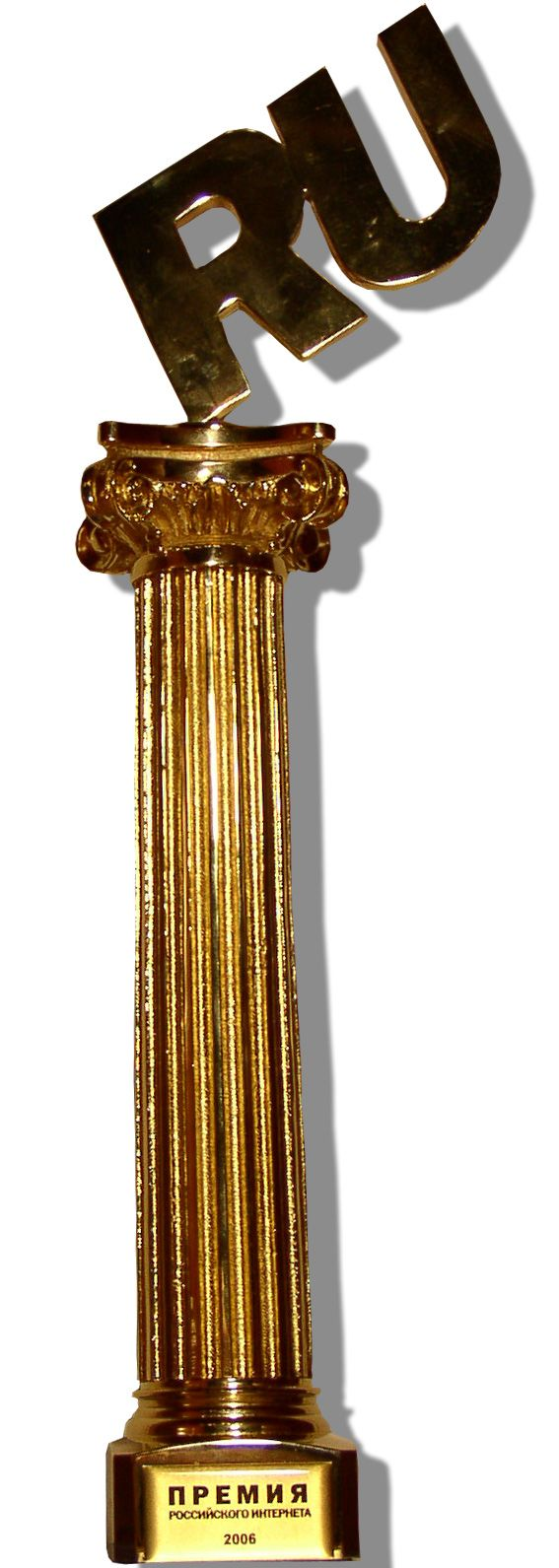
Награда игры «Герои Войны и Денег» в 2009 году-Статуэтка премии RUнета

- По результатам 2009 года игра заняла 1 место в премии рунета (номинация Народное голосование 2009)[12][13][14][15][16][17]
- По результатам 2010 года игра заняла 2 место в премии рунета (номинация Народное голосование 2010)
- По результатам 2011 года игра заняла 3 место в премии рунета (номинация Народное голосование 2011), набрав 601 720 голосов, что в 1.5 раза превысило количество голосов набранных в прошлом году.
- По результатам 2012 года игра заняла 2 место в премии рунета (номинация Народное голосование 2012, «Игра Рунета»), набрав 149 709 голосов.
- По результатам 2013 года газета игры «Геройская Лента» заняла 1 место в премии рунета (номинация Народное Голосование 2013, «Сообщество Рунета»).
- По результатам 2015 года игра заняла 1 место в премии рунета (номинация Народное голосование 2015)